# Sherwood Park (St. Andrew)
Sherwood Park es una localidad de Trinidad y Tobago, que forma parte de la parroquia de St. Andrew.

## Geografía
La localidad abarca parte de la isla de Tobago y limita al norte con Signal Hill-Patience Hill, al sur con Carnbee-All Field Trace (localidad perteneciente a la parroquia de St. Patrick), al este con Signal Hill-Patience Hill y Lambeau y al oeste con Carnbee-Patience Hill.

## Demografía
Datos demográficos de la localidad de Sherwood Park:
| Gráfica de evolución demográfica de Sherwood Park entre 2000 y 2011 |
|                                                                     |